# Памятник Багратиону (Москва)
Па́мятник Петру́ Ива́новичу Багратио́ну — российскому генералу от инфантерии, князю, герою Отечественной войны 1812 года. Памятник расположен по чётной стороне Кутузовского проспекта в сквере им. Багратиона перед деловым комплексом Башня-2000.

## История создания
Открыт 5 сентября 1999 г. Авторы: скульптор — академик Мераб Мерабишвили, архитектор — академик Б. И. Тхор.
В 2011 году была проведена реставрация памятника — были исправлены дефекты литья, перебрано заграждение и произведена герметизация швов. После окончания работ памятник освятил Католикос-Патриарх Всея Грузии Илия II.

## Описание
Монумент представляет образ полководца, призывающего своих воинов в атаку. Надпись на памятнике гласит: «Петру Ивановичу Багратиону благодарное отечество».
Конная статуя является почти точной копией памятника Багратиону, установленного в 1984 году в Тбилиси. Базовые отличия заключаются в том, что московский памятник выше, шпага у памятника в Грузии опущена, а у московского памятника шпага поднята.
На груди Багратиона точно переданы полученные им при жизни ордена — Орден Святого апостола Андрея Первозванного, Орден Святого Георгия второй степени, Орден Святой Анны первой степени и Орден Святого Александра Невского.

## Галерея фото